# Love and Other Drugs
Love and Other Drugs (De amor y otras adicciones en Hispanoamérica y Amor y otras drogas en España) es una comedia romántica escrita, producida y dirigida por Edward Zwick y protagonizada por Jake Gyllenhaal , Anne Hathaway, Hank Azaria, Josh Gad y Oliver Platt. Basada en la novela de Jamie Reidy Hard sell: the evolution of a Viagra salesman, la película fue distribuida por Walt Disney Studios Motion Pictures y se estrenó el 24 de noviembre de 2010 en Estados Unidos, el 14 de enero de 2011 en España y el 27 de enero del mismo año en Argentina.
Las críticas fueron muy desiguales: la química entre los protagonistas es buena, pero el guion falla en numerosos niveles. Aun así, obtuvo dos nominaciones a los Globos de Oro en Mejor actor de comedia o musical para Gyllenhaal y Mejor actriz de comedia o musical para Hathaway.
Maggie Murdock (Anne Hathaway) es una mujer joven, guapa e independiente que no deja que nada ni nadie le ate en la vida. Sin embargo por casualidades del destino, durante una visita al médico, conoce a Jamie Randall (Jake Gyllenhaal) cuyo increíble encanto personal y físico le supone tener un gran éxito entre las mujeres y dentro del campo de las ventas farmacéuticas. Jamie es un representante de ventas de la farmacéutica que sacó a la venta a finales de los años noventa el exitoso medicamento denominado Viagra. 
Poco después de ese encuentro fortuito Maggie y Jamie acaban durmiendo juntos y su relación evoluciona por caminos que ambos no se esperaban, dándose cuenta de que sienten algo más el uno por el otro, se sienten influenciados por la droga del amor. Finalmente su relación toma tintes dramáticos al enfrentar la grave enfermedad de Maggie.

## Reparto
- Jake Gyllenhaal (1980-) como Jamie Randall.
- Anne Hathaway (1982-) como Maggie Murdock.
- Oliver Platt (1960-) como Bruce Winston.
- Hank Azaria (1964-) como el Dr. Stan Knight.
- Gabriel Macht (1972-) como Trey Hannigan, exitoso visitador médico enemigo de Jamie.
- George Segal (1934-2021) como el Dr. James Randall, padre de Jamie.
- Jill Clayburgh (1944-2010) como Nancy Randall, madre de Jamie.
- Josh Gad (1981-) como Josh Randall, hermano rico de Jamie.
- Judy Greer (1975-) como Cindy.

## Recepción

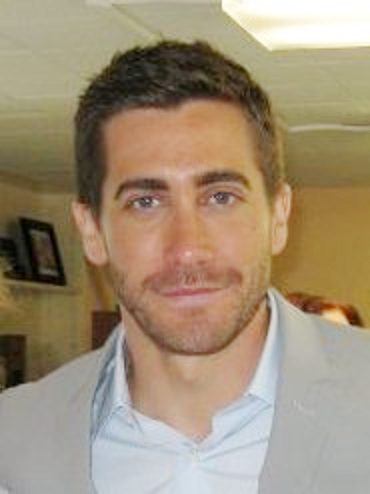
Jake Gyllenhaal como Jamie Randall.

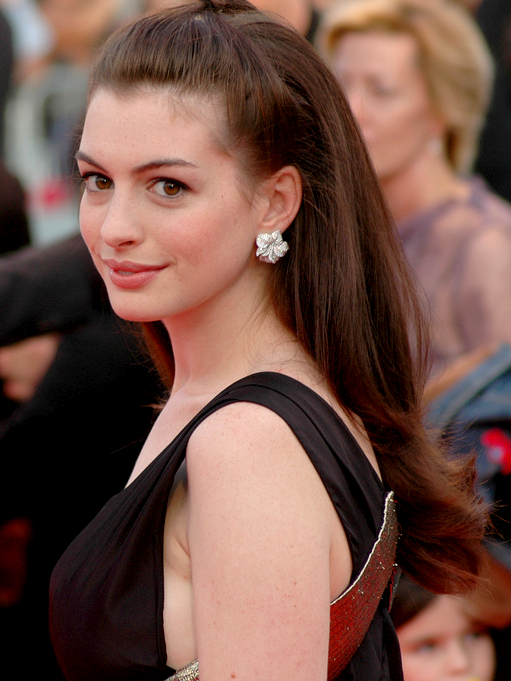
Anne Hathaway como Maggie Murdock.

### Respuesta crítica
Según la página de Internet Rotten Tomatoes obtuvo un 49% de comentarios positivos, llegando a la siguiente conclusión: "es un placer ver como Hollywood produce un romance refrescantemente adulto, pero Love and Other Drugs lucha por encontrar un equilibrio entre los diferentes elementos de su trama". Jackie K. Cooper señaló que "una vez que has visto el trasero de Gyllenhaal y los pechos de Hathaway te das cuenta de que la película no tiene nada más que ofrecer". Roger Ebert indicó para el Chicago Sun Times que "el guion no funciona, teniendo en cuenta este problema, se puede observar como Zwick es un hábil director incluso en condiciones adversas. Consigue una cálida y encantadora interpretación de Anne Hathaway".

### Premios
Obtuvo dos nominaciones para los Globos de Oro para sus dos protagonistas principales en las categorías de mejor actor de comedia o musical y mejor actriz de comedia o musical. Ambos actores fueron candidatos en la misma categoría en los Satellite Awards, resultando finalmente ganadora Anne Hathaway.
Globos de Oro
| Año  | Categoría                        | Persona         | Resultado |
| ---- | -------------------------------- | --------------- | --------- |
| 2011 | Mejor Actriz - Comedia o musical | Anne Hathaway   | Candidata |
| 2011 | Mejor Actor - Comedia o musical  | Jake Gyllenhaal | Candidato |

### Taquilla
Con un presupuesto estimado en 30 millones de dólares recaudó en su primer fin de semana de estreno en Estados Unidos 9 millones en 2455 salas, por delante de Faster y por detrás de Unstoppable. Recaudó 32 millones en el mismo territorio. Sumando las reacaudaciones internacionales la cifra asciende a 102 millones.